# Почётные граждане Ульяновска
Почётный гражданин города Ульяновска — звание, учреждённое в 1998 году и является высшей наградой муниципального образования «Город Ульяновск». Звание «Почётный гражданин города Ульяновска» присваивается Ульяновской Городской Думой персонально, как пожизненно, так и посмертно, гражданам Российской Федерации и других государств, которые внесли значительный вклад в развитие муниципального образования «Город Ульяновск», рост его авторитета у российской и мировой общественности.

## История
Почётный гражданин города — звание, которое органы городского самоуправления (городские думы, городские управы) получили право присваивать со второй половины XIX века в качестве награды (поощрения) и символизировало «исключительную форму выражения признательности и благодарности (…) общества за деятельность на пользу города, а также дань уважения к людям, имеющим особые заслуги перед Отечеством». Категория людей, удостоенных этого звания сословием не являлась. Среди удостоенных звания Почётного гражданина Симбирска в дореволюционный период были:
Андреев Василий Ильич (1856), Орлов-Давыдов Владимир Владимирович (1868), Вишневский Иван Васильевич (1879), Кирпичников Алексей Петрович (1898), Конурин Александр Петрович (1898), Витте Сергей Юльевич (1896), Лебедев Михаил Васильевич (1898), Акинфов Владимир Николаевич (1902) Шатров Николай Яковлевич (1901), Степанов Фёдор Степанович (1890), Сачков Александр Дмитриевич (1891), Балакирщиков Павел Степанович (1899), Волков Михаил Алексеевич (1909), Чебоксаров Николай Александрович (на 1914), Красников Фёдор Васильевич (1889), Велио Иван Осипович (1866), Пастухов Пётр Андреевич (1904), Ачкурин Тимербулат Курамшевич (1896), Сусоколов Иван Иванович (1865), Щербаков Андрей Корнилович , Малиновский Михаил Алексеевич, Лично-почётные граждане Симбирска Кругловы Александр Фёдорович и Пелагея Фёдоровна, Голубков Николай Васильевич, потомственный почётный гражданин Иван Сергеевич Хапков, Еремеев Дмитрий Павлович (1873).
Звание было упразднено декретом ВЦИК и СНК от 10 декабря 1917 года и возрождено в советский период в 1967 году в ознаменование 50-летия Октябрьской революции. Звание «Почётный гражданин города Ульяновска» учреждено Ульяновским городским Советом депутатов трудящихся 27 января 1972 года «в целях поощрения граждан за особые заслуги перед городом».
Положение о звании «Почётный гражданин г. Ульяновска» было принято решением Ульяновской Городской Думой от 11 февраля 1998 г. № 15. Ульяновская Городская Дума получила право присваивать его «гражданам России и других государств, которые внесли значительный вклад в развитие Ульяновска, рост его авторитета у российской и мировой общественности».
Кроме звания «Почётный гражданин г. Ульяновска» решением Ульяновской Городской Думой от 19 октября 2001 года № 141 было утверждено положение «О Золотой Книге Почёта города Ульяновска», которые между собой не идентичны. Какие-то имена в них повторяются, а какие-то не дублируются.

## Статут
Звание «Почётный гражданин города Ульяновска» является высшей наградой муниципального образования «Город Ульяновск». Звание «Почётный гражданин города Ульяновска» присваивается Ульяновской Городской Думой персонально, как пожизненно, так и посмертно, гражданам Российской Федерации и других государств, которые внесли значительный вклад в развитие муниципального образования «Город Ульяновск», рост его авторитета у российской и мировой общественности.
- Лица, удостоенные звания «Почётный гражданин города Ульяновска», имеют право публичного пользования этим званием наряду со своим именем.
- Имена и фотографии лиц, удостоенных звания «Почётный гражданин» заносятся на Стенд Почётных граждан в хронологическом порядке по мере принятия решения о присвоении звания «Почётный гражданин». Стенд Почётных граждан устанавливается в мэрии города Ульяновска. По инициативе мэрии города Ульяновска, Ульяновской Городской Думы могут издаваться книги о лицах, удостоенных звания «Почётный гражданин».
- Имя Почётного гражданина города Ульяновска может заноситься на табличку, которая устанавливается на фасаде дома, где проживает лицо, удостоенное звания «Почётный гражданин», с его согласия. В случае кончины лица, удостоенного звания «Почётный гражданин», табличка может устанавливаться на фасаде дома, где постоянно проживал Почётный гражданин перед своей смертью, с согласия членов его семьи.
- Почетные граждане приглашаются Главой города Ульяновска или по его поручению должностными лицами мэрии города Ульяновска на мероприятия, посвященные государственным праздникам, Дню города и другим важным событиям.
- Льготы для лиц, удостоенных звания «Почётный гражданин города Ульяновска», предусмотренные настоящим Положением, а также необходимые расходы, связанные с их предоставлением, финансируются за счет собственных доходов бюджета муниципального образования «Город Ульяновск».
- В течение одного финансового года звание «Почётный гражданин города Ульяновска» присваивается, как правило, одному лицу.

Предложения о присвоении звания «Почётный гражданин города Ульяновска» могут вноситься органами местного самоуправления, общественными организациями, трудовыми коллективами, профессиональными союзами. Председатель Ульяновской Городской Думы и Глава города Ульяновска имеют право лично вносить предложения о присвоении звания.
Почётному гражданину города Ульяновска вручаются:
- диплом;
- нагрудный знак;
- удостоверение;
- единовременное социальное пособие в размере 50000 рублей[35].

Лицу, удостоенному звания «Почётный гражданин города Ульяновска», а в случае посмертного присвоения близким родственникам, супруге (супругу) или детям вручаются знаки отличия в торжественной обстановке Председателем Ульяновской Городской Думы или Главой города, в присутствии общественности и может быть приурочено к празднованию Дня города.

## Список почётных граждан Ульяновска
| №  | Фото | Ф И О                                  | Годы жизни                | Дата присвоения |
| 1  |      | Абанин Вячеслав Владимирович           | Дата рождения: 12.01.1953 | 04.06.2003      |
| 2  |      | Аникеев Юрий Борисович                 | 10.11.1937 — 17.06.1989   | 24.04.1998      |
| 3  |      | Аржанцев Борис Васильевич              | 19.01.1929 — 27.01.2007   | 01.01.2002      |
| 4  |      | Артамонников Василий Георгиевич        | 07.11.1923 — 17.11.2020   | 05.07.2011      |
| 5  |      | Афанасенко Николай Иванович            | Дата рождения: 26.11.1949 | 15.07.2015      |
| 6  |      | Баландин Евгений Степанович            | 18.06.1945 — 06.02.2012   | 28.09.2011      |
|    |      | Безручкин Александр Николаевич         | Дата рождения: 5.11.1971  | 15.07.2015      |
| 7  |      | Большакова Мария Григорьевна           | Дата рождения: 13.02.1947 | 31.08.2016      |
| 8  |      | Букин Александр Васильевич             | 17.09.1956 — 26.06.2018   | 11.09.2018      |
| 9  |      | Булатов Николай Антонович              | Дата рождения: 02.06.1945 | 28.09.2013      |
| 10 |      | Васильев Виктор Исаевич                | 23.02.1940 — 24.11.2021   | 19.09.2022      |
| 11 |      | Вершинин Игорь Анатольевич             | 04.08.1934 — 15.10.2012   | 05.07.2011      |
| 12 |      | Винник Анатолий Иванович               | 09.09.1937 — 16.06.2017   | 01.10.1998      |
| 13 |      | Вольсов Феофан Евтихиевич              | 19.12.1879 — 10.02.1945   | 15.09.2021      |
| 14 |      | Вразовский Василий Александрович       | Дата рождения: 05.01.1993 | 15.09.2021      |
| 15 |      | Выскребцев Геннадий Ефимович           | 04.05.1939 — 03.04.1991   | 15.12.1991      |
| 16 |      | Гончаров Иван Александрович            | 18.06.1812 — 15.09.1891   | 21.01.2012      |
| 17 |      | Грушевский Юрий Анатольевич            | 08.11.1946 — 19.05.2021   | 05.07.2011      |
| 18 |      | Гуляев Анатолий Алексеевич             | 14.04.1932 — 21.04.2024   | 30.04.2002      |
| 19 |      | Добролюбов Виктор Петрович             | 12.02.1956 — 30.07.2017   | 18.11.2020      |
| 20 |      | Егоров Николай Михайлович              | 25.10.1925 — 13.08.2010   | 25.05.2011      |
| 21 |      | Егуткин Аркадий Ефимович               | Дата рождения: 26.03.1936 | 05.07.2011      |
| 22 |      | Ермаков Сергей Николаевич              | Дата рождения: 04.10.1937 | 19.12.2016      |
| 23 |      | Ермоленко Владимир Ильич               | 08.07.1937 — 16.06.2019   | 21.11.2019      |
| 24 |      | Ершов Геннадий Александрович           | 07.05.1937 — 13.08.1999   | 03.06.1998      |
| 25 |      | Закурдаев Михаил Михайлович            | 24.10.1924 — 02.02.2017   | 03.06.1998      |
| 26 |      | Залалдинова Венера Касимовна           | Дата рождения: 01.01.1943 | 03.06.1998      |
| 27 |      | Зубов Александр Николаевич             | 02.02.1959 — 17.03.2012   | 28.09.2013      |
| 28 |      | Иваницкий Александр Валентинович       | 19.02.1938 — 01.05.1985   | 28.09.2013      |
| 29 |      | Илюшин Борис Алексеевич                | 25.08.1954 — 10.04.2007   | 05. 07. 2011    |
| 30 |      | Исайкин Алексей Иванович               | Дата рождения:09.09.1952  | 28.09.2013      |
| 31 |      | Карамзин Николай Михайлович            | 12.12.1766 — 22.05.1826   | 04.06.2003      |
| 32 |      | Карпов Николай Дмитриевич              | 24.01.1932 — 09.07.2008   | 25.05.2009      |
| 33 |      | Керенский Александр Фёдорович          | 12.04.1881 — 11.06.1970   | 04.06.2003      |
| 34 |      | Кожемякин Дмитрий Сергеевич            | 30.04.1977 — 01.03.2000   | 05.11.2011      |
| 35 |      | Копылов Юрий Семёнович                 | 02.11.1942 — 31.03.2012   | 28.05.2008      |
| 36 |      | Кормишин Алексей Васильевич            | Дата рождения: 25.02.1958 | 18.11.2009      |
| 37 |      | Кочкарев, Геннадий Васильевич          | Дата рождения: 08.01.1948 | 19.06.2014      |
| 38 |      | Лаптева Тамара Петровна                | 1927 — март 2008          | 30.06.2004      |
| 39 |      | Латышев Юрий Иванович                  | 22.03.1932 — 03.12.2020   | 30.05.2001      |
| 40 |      | Лезин Алексей Владимирович             | Дата рождения: 27.02.1973 | 05.07.2011      |
| 41 |      | Лучшев Пётр Сергеевич                  | 07.03.1946 — 06.12.2014   | 28.09.2013      |
| 42 |      | Матвеев Геннадий Фёдорович             | 21.11.1938 — 05.10.2017   | 25.08.2008      |
| 43 |      | Медведев Николай Николаевич            | 14.01.1922 — 13.07.2002   | 03.06.1998      |
| 44 |      | Минаев Дмитрий Дмитриевич              | 02.11.1835 — 10.07.1889   | 04.06.2003      |
| 45 |      | Монахов Владимир Викторович            | 15.08.1940 — 11.05.2010   | 03.06.1998      |
| 46 |      | Муштатов Павел Петрович                | 25.10.1928 — 13.06.2001   | 18.07.2001      |
| 47 |      | Никонорова Наталья Александровна       | Дата рождения: 29.10.1955 | 21.11.2019      |
| 48 |      | Орлов Вадим Иванович                   | Дата рождения: 17.07.1953 | 05.07.2011      |
| 49 |      | Паркин Геннадий Дорофеевич             | 19.05.1933 — 22.01.2018   | 30.06.2004      |
| 50 |      | Пекарский Борис Михайлович             | 04.01.1942 — 24.03.2016   | 30.08.2017      |
| 51 |      | Петров Сергей Борисович                | 23.06.1951 — 29.01.2022   | 19.09.2022      |
| 52 |      | Пономарева Нина Васильевна             | 28.05.1928 — 12.06.2019   | 30.05.2001      |
| 53 |      | Праведнов Виктор Фёдорович             | 18.01.1918 — 10.08.1999   | 03.06.1998      |
| 54 |      | Разумовский Дмитрий Александрович      | 16.03.1968 — 03.09.2004   | 15.07.2015      |
| 55 |      | Рассадин Юрий Фёдорович                | Дата рождения: 13.04.1937 | 19.09.2022      |
| 56 |      | Рябухин Сергей Николаевич              | Дата рождения: 13.11.1954 | 05.07.2011      |
| 57 |      | Самсонова Зоя Михайловна               | Дата рождения: 03.06.1947 | 28.09.2013      |
| 58 |      | Сафронов (Николай) Никас Степанович    | Дата рождения: 08.04.1956 | 23.06.1998      |
| 59 |      | Слюсаренко Геннадий Иванович           | Дата рождения: 24.05.1940 | 11.09.2018      |
| 60 |      | Смалюга Дмитрий Иванович               | 26.11.1923 — 24.02.2001   | 30.04.2004      |
| 61 |      | Снежкин Виктор Александрович           | 08.03.1938 — 17.01.2019   | 04.06.2003      |
| 62 |      | Старцев Лев Адрианович                 | 19.01.1922 — 27.06.2011   | 05.07.2010      |
| 63 |      | Ступников Георгий Иванович             | 10.04.1927 — 02.03.2011   | 04.06.2003      |
| 64 |      | Сытин Сергей Львович                   | 08.01.1925 — 03.06.2001   | 11.01.1993      |
| 65 |      | Трунилин Сергей Иванович               | 20.08.1923 — 19.08.2007   | 05.06.2011      |
| 66 |      | Точёный Дмитрий Степанович             | Дата рождения: 12.02.1942 | 28.09.2013      |
| 67 |      | Турчинский Владимир Александрович      | 7.01.1919 — 12.1978       | 28.05.2008      |
| 68 |      | Уланов Василий Александрович           | 14.09.1926 — 21.12.2017   | 19.06.2014      |
| 69 |      | Ульянов (Ленин) Владимир Ильич         | 22.04.1870 — 21.01.1924   | 04.06.2003      |
| 70 |      | Ульянов Илья Николаевич                | 26.01.1831 — 24.06.1886   | 04.06.2003      |
| 71 |      | Устюжанинов Анатолий Иванович          | 20.01.1934 — 23.09.2008   | 30.05.2001      |
| 72 |      | Федотова Татьяна Васильевна            | Дата рождения: 10.01.1964 | 10.11.2020      |
| 73 |      | Хитрово Богдан Матвеевич               | 1615 — 1680               | 05.07.2011      |
| 74 |      | Черкасов Геннадий Николаевич           | 03.01.1938 — 10.02.2011   | 05.07.2011      |
| 75 |      | Черныш Василий Романович               | 06.04.1942 - 04.07.2024   | 05.07.2011      |
| 76 |      | Чеченев Борис Александрович            | 01.07.1930 — 29.07.2005   | 03.06.1998      |
| 77 |      | Шадрина Гали Илларьевна                | 30.01.1915 — 01.03.2009   | 05.06.2011      |
| 78 |      | Шадько Кларина Ивановна                | 08.03.1939 — 27.03.2020   | 05.07.2011      |
| 79 |      | Шаркаев Рамзи Нуретдинович             | 22.04.1936 — 01.10.2022   | 05.07.2011      |
| 80 |      | Шодэ Август Августович                 | 05.08.1864 — 1918         | 28.05.2014      |
| 81 |      | Щербина Александр Иосифович            | Дата рождения: 14.02.1951 | 19.06.2014      |
| 82 |      | Юноша-Шанявский Игнатий Константинович | 08.03.1906 — 10.10.1999   | 28.09.2013      |
| 83 |      | Языков Николай Михайлович              | 04.03.1803 — 07.01.1847   | 04.06.2003      |
| 84 |      | Яковлев Иван Яковлевич                 | 25.04.1848 — 23.10.1930   | 04.06.2003      |